# ラブピカルポッピー!
『ラブピカルポッピー!』は、2024年4月26日にSMEEから発売されたアダルトゲームであり、同ブランドの15周年記念作品でもある。
2024年12月20日に発売されたファンディスク『ドカイチャ!! ラブピカルポッピー！』（以下：『ドカイチャ!!』）では、本編とエピローグの間の出来事が描かれている。本項では、『ドカイチャ!!』についても解説する。

## あらすじ
ある日、主人公の八乙女哲也とその妹・涼花が住んでいたアパートが火災で焼失する。涼花は学園寮に入寮した一方、哲也は宿無しになりかけていた。そこへ、学園寮の管理人から寮母の仕事と、寮に併設されたクレープカフェの手伝いを頼まれる。

### あらすじ（『ドカイチャ!!』）
希未編
希未は幸せな日々を送る中、卒業の日が近づきつつあった。
涼花編
哲也と涼花はかつてのように二人暮らしを再開し、互いに支えあう関係となっていた。
美卯編
哲也との出会いを得て、美卯は落ち着きを得たかと思いきや、性への好奇心がわき、周囲を振り回していた。
珠祈編
珠祈は甘えたい気持ちを表に出す代わり、公私を分けることにした。やがて、珠祈が寮長を引退する引退する日が来た。
たんぽぽ編
寮に戻るまでにたんぽぽと性交渉をした哲也は、彼女に対する欲情を押さえるのに苦労していた。
綾子編
哲也は綾子と同居することになる。やがて綾子が購入してきた大量の推しグッズが課題として浮上した。

## 登場人物
本作には、近江 希未（おうみ のぞみ、声：猫田みけ）、涼花（すずか、声：森谷こころ）、衣川 美卯（きぬがわ みう、声：葉月ひかり）、寿 珠祈（ことぶき たまき、声：原ぽぽ子）、岡井 たんぽぽ（おかい たんぽぽ、声：月白まひる）、漆原 綾子（うるしばら あやこ、声：蒼乃むすび）の6人が攻略対象者として登場する。うち、希未、涼花、美卯、珠祈の4人がメインヒロインであり、たんぽぽと綾子がサブヒロインとして扱われる。以上の6人に加え、場面によってはモブキャラクターも登場する。
希未は幼少期に哲也に助けられた過去から、彼に思いを寄せており、自らの美貌を活かして彼に近づこうとするも、根は純粋でおとなしい性格であるため、空回りすることが多い。哲也の妹・涼花は学年首席を務めるほどの才女である一方、集団行動が苦手だったり、ブラザーコンプレックスが強い人物としても描かれている。寮長の珠祈は幼い見た目に反して、真面目でリーダーシップのある人物として描かれると同時に、心の底では甘え願望もある。美卯はSNSで人気のインフルエンサーであり、道で会った哲也に認識されなかった悔しさから入寮した経緯を持つ。寮生のひとりであるたんぽぽは、のんびりとした性格で誰に対しても気軽に接する一方、あらゆることを肯定的に受け止めてしまう危うい側面もある。綾子は寮に併設されたクレープカフェ「Honey＆Beary」のチーフマネージャーを務めており、何かと後始末をさせられることが多い。また、綾子は落ち込むとどす黒いオーラをまき散らす。

## システム
本作では会話中の立ち絵のそばに吹き出しが表示され、クリックすると登場人物の本音が示される仕組みがとられている。また、夜の自由時間ではマップ画面にヒロインの居場所が示され、ヒロイン本人の視点でも物語が展開される。加えて、Hシーンではヒロインの身体の部位をクリックし、反応を楽しめるようになっている。

## 開発
本作は「15周年記念時企画作」と銘打たれている。宅本はBugBugとのインタビューの中で、ブランドの15周年は2022年だが、この時は忙しくて実現できなかったため、本作でそれをやったと明かしている。
また、キャッチコピー「原点回帰！ 至高の萌えゲー！」における「原点回帰」とはSMEEの原点回帰ではなく、萌えゲーとしての原点回帰であると位置づけられており、SMEEらしさではなく、萌えゲーやキャラゲーへの想いを持って制作したと宅本は語っている。作品テーマである「恋する女の子の可愛さを堪能する」について、宅本はいろいろ詰め込むとユーザとのすれ違いにつながると語っており、その在り方を「大人のお子様ランチ」にたとえている。また、本作では近年のSMEE作品ではあまりなかったヒロイン同士の絡みも描かれている。これは、『1/1彼氏彼女』において、主人公が恋愛する時期とヒロインが異なるというコンセプトが、ヒロインを一人に限定したロープライスでも通用することから、フルプライスでないとできないことをしようということに由来する。これに関連して、共同生活の場である学生寮と、複数人が共に働くカフェが舞台として設定された。

### キャスティング
本作のキャストはSMEEの若いスタッフの意見を基に選定された。また、宅本によると、複数の感情が入り混じるセリフや長いセリフは分割して収録が行われたことにより、一つ一つのセリフが短くなり、ワード数が多くてもスムーズに収録が進んだという。

### システム
美少女ゲームの本質であるHシーンにゲーム性を持たせたいという宅本の考えにより、ヒロインの身体の部位をクリックするシステムが導入された。
画面タッチやフリックが当たり前な現在（2024年時点）において、このようなシステムは時代に即していたとはいえ、面倒くささからあまり使われていなかった。そのため、本作では読むだけのHシーンと、クリックシステムを入れたHシーンの両方が用意された。その分テキストを用意する必要があり、通常のHシーンを用意した後、クリックシステム用に音声を切り出し、足りないボイスは追加収録された。

## 評価
- アダルトゲーム雑誌『BugBug』2024年7月号に掲載されたレビューにおいて、レビュアーのねここはキャラクター同士の会話のテンポのよさを評価している[1]。ねここは個別ルートがSMEEらしいイチャラブに満ちた内容だと述べ、等身大の恋愛を体感できると評している[1]。ねここは個人的に好きなルートとしてたんぽぽシナリオを挙げており、彼女の帰郷先の田舎のホンワカした雰囲気が心地よかったと評価している[1]。また、ねここは意外性を感じたキャラクターとして、美卯と綾子を挙げている[1]。